# Lepidoniscus pruinosus
Lepidoniscus pruinosus is een pissebed uit de familie Philosciidae. De wetenschappelijke naam van de soort is voor het eerst geldig gepubliceerd in 1908 door Carl.